# Memoria Chilena
Memoria Chilena est un site Internet chilien mettant à disposition « des recherches et des documents relatifs aux sujets-clefs qui charpentent l'identité chilienne, accessibles à travers les domaines de l'histoire, de la littérature, des sciences sociales, de la musique et des arts visuels ».
Le site accueille en outre une bibliothèque virtuelle conservant des documents de la Bibliothèque nationale du Chili, dont il dépend, et d'autres institutions du Service national du patrimoine culturel (es). Son objectif affiché est de « faire connaître par le biais d'Internet le patrimoine culturel du Chili, contribuant ainsi à la récupération, la préservation et le renforcement de notre mémoire historique ».

### Citations originales
1. ↑  (es) « investigaciones y documentos relativos a los temas claves que conforman la identidad de Chile, accesibles a través de las áreas de Historia, Literatura, Ciencias Sociales, Música y Artes Visuales »
2. ↑  (es) « difundir a través de Internet el patrimonio cultural de Chile, contribuyendo a la recuperación, preservación y fortalecimiento de nuestra memoria histórica »